# Geoffrey Kondogbia
Geoffrey Kondogbia (sinh ngày 15 tháng 02 năm 1993) là cầu thủ bóng đá chuyên nghiệp người Cộng hòa Trung Phi chơi ở vị trí tiền vệ phòng ngự cho câu lạc bộ Olympique Marseille tại Ligue 1 và Đội tuyển bóng đá quốc gia Cộng hòa Trung Phi. Anh cũng có thể chơi ở vị trí trung vệ và hậu vệ cánh trái.
Kondogbia bắt đầu sự nghiệp của mình tại Lens, sau đó ký hợp đồng với Sevilla ở tuổi 19. Năm 2013, anh được Monaco mua với giá 20 triệu euro, và sau đó là Inter Milan với giá 31 triệu euro hai năm sau đó. Anh trở lại Tây Ban Nha vào năm 2017 để chơi cho Valencia, và vào năm 2020 chuyển đến Atlético Madrid.
Kondogbia đã có 57 lần khoác áo tuyển Pháp ở các cấp độ trẻ của mình, trước khi ra mắt đội tuyển lớn tuổi vào năm 2013. Vào tháng 8 năm 2018, anh được gắn bó với Cộng hòa Trung Phi bằng cách thay đổi quốc tịch và có trận ra mắt cho đội tuyển quốc gia trong một trận đấu chính thức ngay sau đó.

## Thống kê sự nghiệp

### Câu lạc bộ
Tính đến 19 tháng 3 năm 2022
| Câu lạc bộ          | Mùa giải            | Giải vô địch        | Giải vô địch | Giải vô địch | Cúp quốc gia | Cúp quốc gia | Cúp liên đoàn | Cúp liên đoàn | Châu Âu | Châu Âu | Khác | Khác | Tổng cộng | Tổng cộng |
| Câu lạc bộ          | Mùa giải            | Hạng đấu            | Trận         | Bàn          | Trận         | Bàn          | Trận          | Bàn           | Trận    | Bàn     | Trận | Bàn  | Trận      | Bàn       |
| ------------------- | ------------------- | ------------------- | ------------ | ------------ | ------------ | ------------ | ------------- | ------------- | ------- | ------- | ---- | ---- | --------- | --------- |
| Lens                | 2010–11             | Ligue 1             | 3            | 0            | 0            | 0            | 0             | 0             | —       | —       | —    | —    | 3         | 0         |
| Lens                | 2011–12             | Ligue 2             | 32           | 1            | 0            | 0            | 4             | 0             | —       | —       | —    | —    | 36        | 1         |
| Lens                | Tổng cộng           | Tổng cộng           | 35           | 1            | 0            | 0            | 4             | 0             | —       | —       | —    | —    | 39        | 1         |
| Sevilla             | 2012–13             | La Liga             | 31           | 1            | 6            | 0            | —             | —             | —       | —       | —    | —    | 38        | 1         |
| Sevilla             | 2013–14             | La Liga             | 2            | 0            | 0            | 0            | —             | —             | 1       | 0       | —    | —    | 3         | 0         |
| Sevilla             | Tổng cộng           | Tổng cộng           | 33           | 1            | 6            | 0            | —             | —             | 1       | 0       | —    | —    | 41        | 1         |
| Monaco              | 2013–14             | Ligue 1             | 26           | 1            | 4            | 1            | 1             | 0             | —       | —       | —    | —    | 31        | 2         |
| Monaco              | 2014–15             | Ligue 1             | 22           | 1            | 2            | 0            | 0             | 0             | 8       | 1       | —    | —    | 32        | 2         |
| Monaco              | Tổng cộng           | Tổng cộng           | 48           | 2            | 6            | 1            | 1             | 0             | 8       | 1       | —    | —    | 63        | 4         |
| Internazionale      | 2015–16             | Serie A             | 26           | 1            | 4            | 0            | —             | —             | —       | —       | —    | —    | 30        | 1         |
| Internazionale      | 2016–17             | Serie A             | 24           | 1            | 2            | 0            | —             | —             | 0       | 0       | —    | —    | 26        | 1         |
| Internazionale      | Tổng cộng           | Tổng cộng           | 50           | 2            | 6            | 0            | —             | —             | 0       | 0       | —    | —    | 56        | 2         |
| Valencia (mượn)     | 2017–18             | La Liga             | 31           | 4            | 5            | 0            | —             | —             | —       | —       | —    | —    | 36        | 4         |
| Valencia            | 2018–19             | La Liga             | 19           | 1            | 3            | 0            | —             | —             | 7       | 0       | —    | —    | 29        | 1         |
| Valencia            | 2019–20             | La Liga             | 27           | 1            | 1            | 0            | —             | —             | 5       | 1       | 1    | 0    | 34        | 2         |
| Valencia            | 2020–21             | La Liga             | 5            | 0            | 0            | 0            | —             | —             | —       | —       | —    | —    | 5         | 0         |
| Valencia            | Tổng cộng           | Tổng cộng           | 82           | 6            | 9            | 0            | —             | —             | 12      | 1       | 1    | 0    | 104       | 7         |
| Atlético Madrid     | 2020–21             | La Liga             | 25           | 0            | 2            | 0            | —             | —             | 0       | 0       | —    | —    | 27        | 0         |
| Atlético Madrid     | 2021–22             | La Liga             | 20           | 1            | 1            | 0            | —             | —             | 7       | 0       | 1    | 0    | 29        | 1         |
| Atlético Madrid     | Tổng cộng           | Tổng cộng           | 45           | 1            | 3            | 0            | —             | —             | 7       | 0       | 1    | 0    | 56        | 1         |
| Tổng cộng sự nghiệp | Tổng cộng sự nghiệp | Tổng cộng sự nghiệp | 294          | 13           | 30           | 1            | 5             | 0             | 28      | 2       | 2    | 0    | 360       | 16        |

1. ↑  Bao gồm Coupe de France, Copa del Rey và Coppa Italia
2. ↑  Bao gồm Coupe de la Ligue
3. ↑  Ra sân tại UEFA Europa League
4. ↑  Ra sân tại UEFA Champions League
5. ↑  5 lần ra sân tại UEFA Champions League, 2 lần ra sân tại UEFA Europa League
6. ↑  Ra sân tại Supercopa de España

### Quốc tế
Tính đến 7 tháng 6 năm 2021
| Đội tuyển quốc gia  | Năm                 | Trận | Bàn |
| ------------------- | ------------------- | ---- | --- |
| Pháp                | 2013                | 1    | 0   |
| Pháp                | 2014                | –    | –   |
| Pháp                | 2015                | 4    | 0   |
| Pháp                | Tổng cộng           | 5    | 0   |
| Cộng hòa Trung Phi  | 2018                | 3    | 1   |
| Cộng hòa Trung Phi  | 2020                | 2    | 0   |
| Cộng hòa Trung Phi  | 2021                | 4    | 0   |
| Cộng hòa Trung Phi  | Tổng cộng           | 9    | 1   |
| Tổng cộng sự nghiệp | Tổng cộng sự nghiệp | 14   | 1   |

### Bàn thắng quốc tế
Tính đến 18 tháng 11 năm 2018 (Bàn thắng và kết quả của Cộng hòa Trung Phi được để trước)
| #  | Ngày                 | Địa điểm                          | Đối thủ | Bàn thắng | Kết quả | Giải đấu           |
| -- | -------------------- | --------------------------------- | ------- | --------- | ------- | ------------------ |
| 1. | 18 tháng 11 năm 2018 | Sân vận động Huye, Butare, Rwanda | Rwanda  | 2–2       | 2–2     | Vòng loại CAN 2019 |

## Danh hiệu

### Câu lạc bộ

#### Valencia
- Copa del Rey: 2018–19

#### Atletico Madrid
- La Liga: 2020–21

### Quốc tế

#### U-20 Pháp
- FIFA U-20 World Cup: 2013